# 독보
독보(sight-reading)는 악보, 특히 처음 보는 악보를 읽고 연주(노래)하는 것을 말한다. 독보 중에서 노래하는 것만을 따로 시창(Sight-singing)이라고 한다.
시창을 위해서는 음감 훈련이 필요하다.